# Fiodor Moczalin
Fiodor Iwanowicz Moczalin (ros. Фёдор Иванович Мочалин, ur. 1920, zm. 1999) – radziecki działacz partyjny i państwowy.

## Życiorys
W 1943 ukończył Moskiewski Instytut Tekstylny, 1943-1944 służył w Armii Czerwonej i brał udział w wojnie z Niemcami, od 1947 był działaczem państwowym w Kazachskiej SRR. Od 1952 w KPZR, 1964-1965 II sekretarz, a 1965-1973 I sekretarz Komitetu Miejskiego KPK w Ałma-Acie, 1973-1985 kierownik Wydziału Przemysłu Lekkiego i Spożywczego KC KPZR, następnie na emeryturze. Od 5 marca 1976 do 23 lutego 1981 członek Centralnej Komisji Rewizyjnej KPZR, od 3 marca 1981 do 25 lutego 1986 zastępca członka KC KPZR. Deputowany do Rady Najwyższej ZSRR od 7 do 11 kadencji.